# TEE Île de France II
Le TEE Île de France (II) est le renouveau européen du TEE Ile de France qui reliait Paris Nord à Bruxelles Midi, de 1993 à 1995. Exploité par la SNCF ainsi que la SNCB, le TEE Île de France (II) était un Trans-Europ-Express (en première et seconde classe) jusqu'à la fin du service d'hiver le 26 mai 1995 puisqu'il cessait définitivement de circuler dans le sens impair et le 22 janvier dans le sens pair.
Le nom de ce TEE fait référence à la Région française Ile de France qui englobe les huit départements du Bassin Parisien.

## Parcours et arrêts
- 23 mai 1993 Paris Nord, Bruxelles Midi (308,9 km). Ne circule pas les samedis, dimanches et fêtes[1].
- 23 janvier 1995 TEE supprimé dans le sens pair par des TGV Réseau sur cette ligne[1].
- 28 mai 1995 TEE supprimé dans le sens impair pour le même motif que la ligne ci-dessus[1].

## Numérotation
- 23 mai 1993 TEE 80 - 85[1].

## Matériel et composition
- Voitures TEE SNCF et SNCB inox types PBA 64 et Mistral 69 de 1ère et 2ème classe, 1 jeu de 10 voitures dans un roulement quotidien comprenant : 1 B3Dtux, 2 B8u, 1 B91/2tu (SNCB), 1 Arux, 1 A8u, 1 A8tu (SNCB), 1 Vru, 2 A8tu[1].

Restauration assurée par la CIWLT.